# Sternotomis
Sternotomis este un gen de insecte ce aparțin familiei Cerambycidae.

## Listă de specii

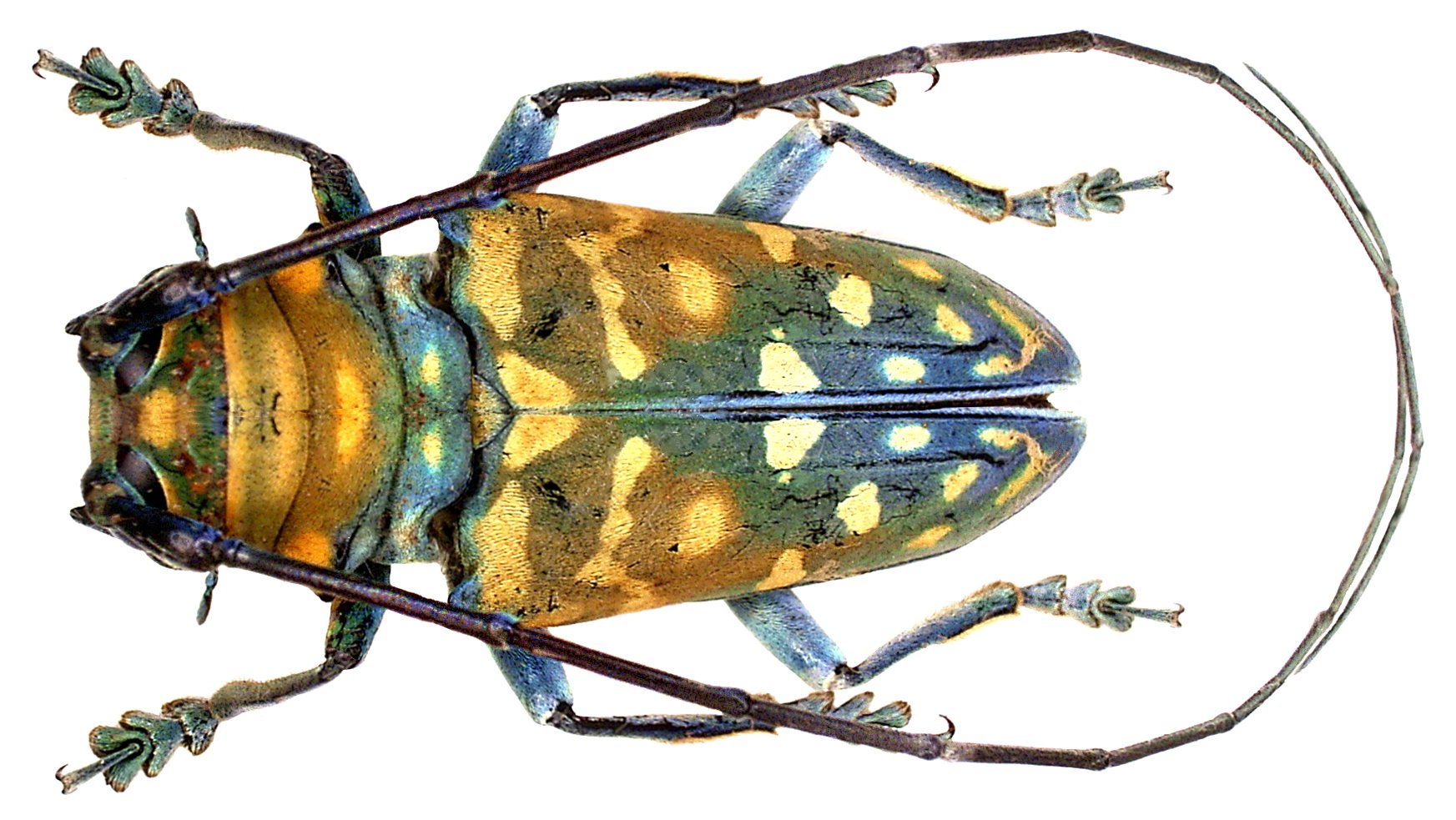
Sternotomis itzingeri

- Sternotomis albomaculata (Breuning, 1938)
- Sternotomis alternans Breuning, 1959
- Sternotomis amabilis Hope, 1843
- Sternotomis andrewesi Breuning, 1935
- Sternotomis bohemanni Chevrolat, 1844
- Sternotomis burgeoni Breuning, 1935
- Sternotomis caillaudi Chevrolat, 1844
- Sternotomis callais Fairmaire, 1891
- Sternotomis carbonaria Aurivillius, 1904
- Sternotomis centralis Hintz, 1911
- Sternotomis chrysopras (Voet, 1778)
- Sternotomis ducalis (Klug, 1835)
- Sternotomis fairmairei Argod, 1899
- Sternotomis flavomaculata Hintz, 1919
- Sternotomis gama Coquerel, 1861
- Sternotomis itzingeri Breuning, 1935
- Sternotomis jeanneli Breuning, 1935
- Sternotomis kuntzeni Fiedler, 1939
- Sternotomis lemoulti Breuning, 1935
- Sternotomis lequeuxi Allard, 1993
- Sternotomis mathildae Allard, 1993
- Sternotomis mimica Breuning, 1935
- Sternotomis mirabilis (Drury, 1773)
- Sternotomis pulchra (Drury, 1773)
- Sternotomis rousseti Allard, 1993
- Sternotomis runsoriensis Gahan, 1909
- Sternotomis schoutedeni Breuning, 1935
- Sternotomis strandi Breuning, 1935
- Sternotomis variabilis Quedenfeldt, 1881
- Sternotomis virescens Westwood, 1845